# Blacé
Blacé este o comună în departamentul Rhône din sud-estul Franței. În 2009 avea o populație de 1.391 de locuitori.

## Evoluția populației
| An        | 1975 | 1982  | 1990  | 1999  | 2006  | 2009  |
| --------- | ---- | ----- | ----- | ----- | ----- | ----- |
| Populație | 962  | 1.071 | 1.093 | 1.205 | 1.322 | 1.391 |